# 婁内干
婁 内干（ろう ないかん、生没年不詳）は、北魏の鮮卑系貴族。

## 経歴
本姓は匹婁。父の匹婁提（婁提）は、家僮千人を抱え無数の牛馬を所有する有力者で、太武帝は提を真定侯に封じた。内干は官職に就かなかったが、娘が高歓の正妻となったことから北魏（東魏）で司徒、北斉で太原王に追贈封された。

## 子女

### 男子
- 長男 婁抜
  - 孫 婁叡
- 次男 婁昭
  - 孫 婁仲達
  - 孫 婁定遠
  - 孫 婁季略

### 女子
- 長女 婁信相 - 段栄の妻
- 次女 婁黒女 - 竇泰の妻
- 三女 婁昭君 - 高歓の妻

## 伝記資料
- 『北斉書』巻9補列伝1後宮伝、巻15補列伝7竇泰伝 婁昭伝、巻16列伝8段栄伝